# Didrik Blomcreutz
Didrik Blomcreutz, född 15 november 1715, död 11 november 1774, var en svensk militär och ämbetsman. Han var måg till Philip Nordencreutz.
Blomcreutz var son till majoren Didrik Blom, adlad Blomcreutz. Han blev konstapel vid artilleriregementet 1732, sergeant 1734, styckjunkare 1737 och underlöjtnant 1741. Under hattarnas ryska krig utmärkte han sig sommaren 1742 under reträtten till Helsingfors.
Blomcreutz befordrades till löjtnant 1747, kapten vid Augustin Ehrensvärds artillerikompani på Vaxholm 1749, regementskvartermästare vid artilleriregementet 1750 och till kompanichef 1756.
Under Ehrensvärds frånvaro 1757 var Blomcreutz vicekommendant på Vaxholm. Sedan han hade befordrats till major vid artilleriregementets avdelning i Göteborg juni 1760 blev han i december kommenderad till Finland som tygmästare vid finska artilleribataljonen och fungerade under Ehrensvärds tid i Pommern under Pommerska kriget 1761–1762 som tillförordnad kommendant på Sveaborg och befälhavare över övriga fästningar i Finland.
Då man 1762 befarade att Ryssland skulle byta sida i kriget och inleda ett anfall mot Sverige vidtog Blomcreutz på eget bevåg initiativ till att förbättra försvarsberedskapen och rekognoscerade gränsen mot Ryssland ända bort till Viborg. År 1761 blev han riddare av svärdsorden. Blomcreutz var 1762–1766 och 1770–1772 chef för fästningsbyggnaden i Finland under överinseende av Ehrensvärd. Han deltog även i riksdagspolitiken men spelade inte någon större roll där. Vid 1755 år riksdag yrkade han i samband med striden kring hattarnas stridsskrift Ärlig svensk på tillsättandet av en sekret deputation att lösa frågan. 1769-70 var han medlem av kammar-, ekonomi-, och kommersdeputationen och satt i dess räkenskapsutskott.
Blomcreutz befordrades 1770 till överstelöjtnant vid finska artilleribataljonen och utsågs därtill i februari 1772 till vice landshövding i Nylands och Tavastehus län. Genom ett anonymt meddelande varnades han av Henrik af Trolle om Jacob Magnus Sprengtportens förestående revolutionsplaner, men skickade inget meddelande till regeringen. Det har allmänt tolkats som att han indirekt understödde kuppen eller åtminstone inte ville motarbeta den. Sprengtporten skall i ett möte med Blomcreutz märkt att han anade hans planer och blivit mycket orolig.
Blomcreutz fick informationen om Sprengtportens förehavanden i Borgå för sent för att kunna varna Carl Biörnberg, och verkar inte ha planerat något militärt motstånd. Sedan borgerskapet i Helsingfors slutit upp bakom kuppen anslöt sig även Blomcreutz. Han erhöll vid Sprengtportens avresa befälet i Finland, tills detta överlämnades till Ehrensvärd. I december 1772 framhöll han i samband med en tjänsteansökan sin passivitet som en merit och glädje över det nya styret. Blomcreutz befordrades redan i september 1772 till överste, blev 1773 överste vid Savolax och Nyslotts regemente och erhöll 1774 översikt över fästningsbyggnaden i Finland.